# 帕维乌·皮夫科
帕维乌·皮夫科（波蘭語：Paweł Piwko，1982年10月7日—），生于杰尔若纽夫，波兰前男子手球运动员。他曾代表波兰国家队参加2008年夏季奥林匹克运动会男子手球比赛，获得第五名。